# Шуйско-Ивановская железная дорога
Шу́йско-Ива́новская желе́зная доро́га — частная железная дорога в Российской империи. Построена в 1867—1871 годах на средства Общества Шуйско-Ивановской железной дороги. В настоящее время железнодорожные линии общества находятся в составе Северной железной дороги.

## История
16 сентября 1868 года открыто движение на участке Новки — Шуя — Иваново (длиною 84 версты). 5 февраля 1871 года открыт участок Иваново — Кинешма (87 вёрст). Максимальный продольный уклон пути на железной дороге был 13 ‰, наименьший радиус кривых в поворотах — 320 м .
В 1895 году приобретена обществом Московско-Ярославско-Архангельской железной дороги.
С 1907 года в составе Северных железных дорог.

## Станции
- Новки I Московско-Нижегородской железной дороги
- Новки II
- Шуя
- Иваново
- Ермолино
- Кинешма